# Lissotesta otagoensis
Lissotesta otagoensis är en snäckart som beskrevs av Dell 1956. Lissotesta otagoensis ingår i släktet Lissotesta och familjen Skeneidae. Inga underarter finns listade i Catalogue of Life.